# Un esposo para Estela
Un esposo para Estela est une telenovela vénézuélienne diffusée en 2009-2010 sur Venevisión.

## Distribution
- Daniela Alvarado : Estela Margarita Morales Estevez
- Luis Gerónimo Abreu : Adriano Filipo Alberti Menocal
- Carlota Sosa : Ricarda Roldán vda. de Noriega
- Eulalia Siso : Aitana Menocal de Alberti
- Karl Hoffman : Mario Alberti
- Martin Brassesco : Felipe Vega
- María Antonieta Castillo : Marìa Claudia Morales Estevez
- Carlos Julio Molina : Romulo Guevara
- Greisy Mena : Malena Alberti Menocal
- Violeta Alemán : Herminia Estevez de Morales
- Ludwig Pineda : Emeterio Pérez
- Marjorie Magri : Clara Morales Estevez
- Bebsabé Duque : Cristina de Vega
- Antonio Delli : José Carlos Guerrero
- Sonia Villamizar : Ornella Guerrero
- Marcos Moreno : Feliciano Fundora
- Javier Valcarcel : German Urquiza
- Verónica Ortiz : Elvira Domíguez
- Reina Hinojosa : Gilda Domínguez
- Christian McGaffney : Delfín Fundora
- Erick Noriega : Pío Doce
- Guillermo Garcia : Dorian Delgado
- Mauro Boccia : Dante Delgado
- Jesús Miranda “El Chino” : Purri
- Christina Dieckmann : Jennifer Noriega Roldan
- Adriana Prieto : Celeste
- Alicia Plaza : Priscilla
- Leopoldo Regnault : Gastón Morales
- Amalia Laurens
- Macarena Benítez
- Melisa Álvarez
- Regino Jiménez

## Diffusion internationale
| Pays                   | Chaîne                | Titre                 | Série première    |
| ---------------------- | --------------------- | --------------------- | ----------------- |
| Venezuela              | Venevisión            | Un esposo para Estela | 16 septembre 2009 |
| Venezuela              | Venevision+Plus       | Un esposo para Estela |                   |
| États-Unis             | Telefutura            | Un esposo para Estela |                   |
| Équateur               | TC Televisión         | Un esposo para Estela |                   |
| Salvador               | TCS Canal 6           | Un esposo para Estela |                   |
| Guatemala              | Guatevisión           | Un esposo para Estela |                   |
| Porto Rico             | Univision Porto Rico  | Un esposo para Estela |                   |
| République dominicaine | Color Visión          | Un esposo para Estela |                   |
| Honduras               | Canal 30              | Un esposo para Estela |                   |
| Panama                 | Telemix Internacional | Un esposo para Estela |                   |
| Bulgarie               | Diema Family          |                       | 2013              |
| Costa Rica             | Extra TV 42           |                       |                   |

## Autres versions
- La mujer del vendaval (Televisa, 2012-2013) avec Ariadne Diaz et José Ron.

## Source
- (es) Cet article est partiellement ou en totalité issu de l’article de Wikipédia en espagnol intitulé « Un esposo para Estela (telenovela) » (voir la liste des auteurs).